# Hurşut Meriç
Hurşut Meriç (* 31. Juli 1983 in Amsterdam) ist ein niederländisch-türkischer Fußballspieler.

## Karriere
Hurşut Meriç kam als Sohn türkischer Gastarbeiter in Amsterdam zur Welt. Hier durchlief er die Jugendmannschaften verschiedener Ortsvereine und wechselte dann zur Jugend von AZ Alkmaar. Da ihm hier der Aufstieg ins Profi-Team nicht gelang, verließ er den Verein und heuerte bei EDO an. Nachdem er hier eine Spielzeit gespielt hatte, wurde er zur Saison 2005/06 zum Amsterdamer Verein FC Türkiyemspor geholt. Hier gelangen ihm mit dem Verein in den unteren niederländischen Ligen einige Erfolge. Nachdem Weggang des Klubpräsidenten und damit dem Hauptfinanzier konnte der Verein seine Spieler nicht halten. So verließ Meriç den Verein zur Saison 2007/08 und wechselte zum Zweitligisten ADO Den Haag. Mit seinem neuen Verein gelang ihm gleich in der ersten Saison der Aufstieg in die Eredivisie. Er spielte dann eine Spielzeit in der Eredivisie.
Zur Saison 2009/10 lagen ihm mehrere Angebote aus der Türkei vor. Er entschied sich für das Angebot vom Gençlerbirliği Ankara. Hier konnte er sich auf Anhieb durchsetzen und gehört seitdem zu den Leistungsträgern des Vereins.
Nach fünfjähriger Tätigkeit für Gençlerbirliği wechselte Meriç im Sommer 2013 gegen eine Ablösesumme von drei Millionen Türkische Lira innerhalb der Süper Lig zum Aufsteiger Çaykur Rizespor. Dabei verpflichtete ihn Rizespor auf besonderen Wunsch des Cheftrainers Rıza Çalımbay. Nach Saisonstart wurde er von Çalımbay nur sporadisch in vier Partien in den letzten Spielminuten eingewechselt. Im November wurde er dann auf Anweisung von Çalımbay aus dem Kader suspendiert und mit einer Geldstrafe von 30.000 € belegt. Dabei begründete Çalımbay seine Entscheidung damit, dass Meriç nach seiner Verletzung im vorsaisonalen Verobereitungscamp sich eine Verletzung zugezogen hat, infolgedessen schnell übergewichtig wurde und keinen Einsatz zeigte wieder zur alten Form zu finden. Im Dezember 2013 wurde er von Çalımbay wieder in den Kader aufgenommen und absolvierte unter diesem zwei Spiele. Gegen Saisonende wurde er von Çalımbays Nachfolger Uğur Tütüneker in vier Spielen eingewechselt. Anfang August 2014 wurde sein Vertrag mit Rizespor nach gegenseitigem Einvernehmen aufgelöst.
Mitte August 2014 wechselte er zum türkischen Zweitligisten Adana Demirspor. Nach einer Saison bei Demirspor wurde er für die Saison 2015/16 vom Drittligisten Bandırmaspor verpflichtet. Mit diesem Verein erreichte er im Sommer 2016 den Play-off-Sieg der TFF 2. Lig und damit den Aufstieg in die TFF 1. Lig. Trotz dieses Erfolges verließ er diesen Klub zum Saisonende und wechselte zum Viertligisten Karacabey Birlikspor.

## Erfolge
Mit Gençlerbirliği Ankara
- TSYD-Ankara-Pokalsieger: 2010, 2011, 2012

Mit Bandırmaspor
- Meister der TFF 3. Lig und Aufstieg in die TFF 2. Lig: 2009/10
- Play-off-Sieger der TFF 2. Lig und Aufstieg in die TFF 1. Lig: 2015/16